# Nuno Craveiro Lopes

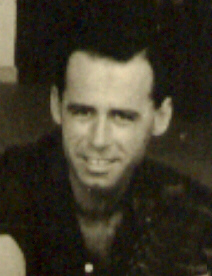
Nuno Craveiro Lopes

Nuno Craveiro Lopes (* 1921 in Lissabon, Portugal; † 1972 in Lourenço Marques, Portugiesisch-Ostafrika) war ein portugiesischer Architekt und zeichnete sich für einige bekannte Bauten in den portugiesischen Kolonien Angola und Mosambik aus. Er ist der Sohn des Luftwaffengenerals und späteren Staatspräsidenten Portugals, Francisco Craveiro Lopes.

## Leben
Nuno Craveiro Lopes wurde 1921 in der portugiesischen Hauptstadt Lissabon geboren. Sein Vater, Francisco Craveiro Lopes, war Luftwaffengeneral und späterer Staatspräsident, seine Mutter hieß Berta da Costa Ribeiro Artur. Nach seiner Schulausbildung absolvierte Lopes seinen Wehrdienst an der Luftwaffenschule in Sintra.
Nach seinem Wehrdienst studierte Lopes Architektur an der Escola de Belas-Artes in Lissabon bis 1945. Im Rahmen seines Studiums schloss sich Lopes der „MUD Junevil“, der Jugendorganisation des Movimento de Unidade Democrática (MUD). Unter den Mitstreitenden befanden sich unter anderem auch Francisco Castro Rodrigues, José Dias Coelho, João Abel Manta, José Lima de Freitas, Jorge Ricardo Vieira, Bartolomeu Cid dos Santos, Tomaz de Figueiredo und Raúl Hestnes Ferreira. Nachdem Premierminister Salazar die Organisation 1947/48 verbieten ließ, kamen einige der Aktivisten ins Gefängnis (unter anderem ins Gefängnis von Caxias). Lopes organisierte Demonstrationen und Unterschriftenaktion gegen die Verhaftungen.
Nach seinem Studium arbeitete Lopes einige Zeit als freier Architekt und entwarf unter anderem einige Gebäude in Lissabon, darunter ein Gebäudekomplex in der Avenida do Brasil, gegenüber dem Hospital Júlio de Matos. Wie viele andere Architektinnen und Architekten in der Zeit, zog er Anfang der 1950er Jahre in die portugiesischen Kolonien, um dort arbeiten zu können. 1952 erhielt er die Aufgabe des Leiters der Urbanisierungs-Abteilung in der Kolonialverwaltung für öffentliche Bauten der portugiesischen Kolonie Mosambik. Als sein markantestes Werk gilt die Igreja de Santo António da Polana im heutigen Maputo, die Craveiro Lopes 1962 für die Kirchengemeinde entwarf. Insbesondere die kreisrunde Form sowie die Dachkonstruktion der Kirche prägen die architektonische Landschaft der mosambikanischen Hauptstadt.
Lopes war mit Helena Albertina da Silveira Pinto da França verheiratet. Nach einer Krankheit starb Lopes 1972 in Lourenço Marques, der Hauptstadt der Kolonie Mosambik (Portugiesisch-Ostafrika).

## Werke (Auswahl)
- 1962: Igreja de Santo António da Polana, Lourenço Marques [heute Maputo][1]
- undatiert (vor 1962): Cambambe-Talsperre, Distrikt Cuanza Norte
- undatiert: Igreja do Sagrado Coração de Jesus do Chibuto